# Sporoschisma parcicuneatum
Sporoschisma parcicuneatum är en svampart som beskrevs av Goh & K.D. Hyde 1997. Sporoschisma parcicuneatum ingår i släktet Sporoschisma och familjen Chaetosphaeriaceae.   Inga underarter finns listade i Catalogue of Life.